# Balutxistan (regió)
Balutxistan és una regió històrica del sud d'Àsia, dividida entre el Pakistan, l'Iran i l'Afganistan. Ocupa el sud-est de l'altiplà iranià, les fronteres occidentals del Sind i Panjab i la part sud-oest de l'Afganistan. Un reduït grup de nòmades balutxis viu a Turkmenistan.

## Geografia

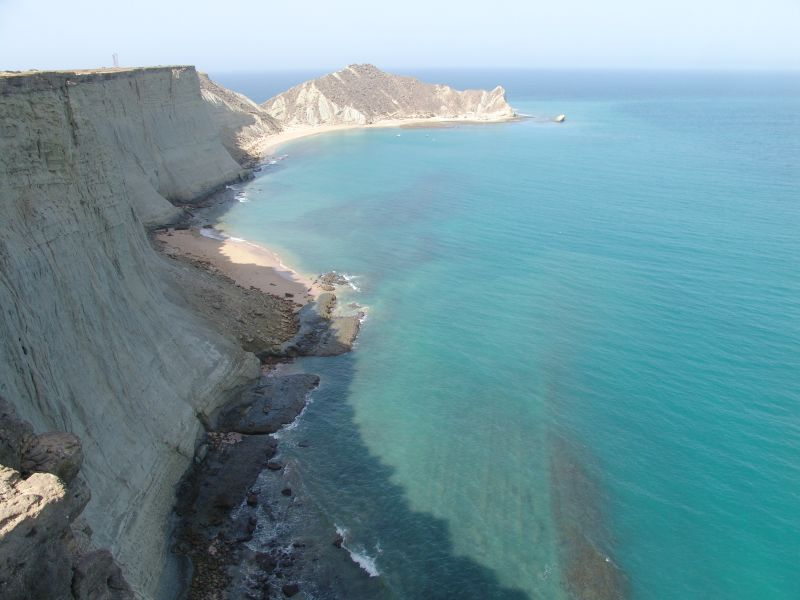
Illa d'Astola, a la costa del Balutxistan

No té rius dignes d'aquest nom, i de segon ordre en són el Bolan, Rodbat, Lora, Shirinab, Mula, Habb, Sinamani, Marwar, Nari, Urnach, Purali, Shadi, Mokula, Bhasiil, Ghish, Gashastan, Dasht, Rakshan, Bhado, Gwargo, Nihing, i Mashkhid. La ciutat principal n'és Iranshahr (antiga Fahradj) a la part persa, i Kalat a la pakistanesa. Cal esmentar també els ports de Tiz, Pasni i Gwadar. La seva població no està censada. Vers el 1960, s'estimava en dos milions de persones incloent-hi els brahois. Aquesta minoria ocupa la part central a Kalat i separa els balutxis en dos grups. El punt més alt del territori és el Kuh-i Taftan, de 4.398 metres. Les muntanyes principals són el Kachch Gandava (entre Kelat i la part oriental), amb cim principal a Chehil Tan; tres cadenes muntanyoses són al cor del país i en destaca la de Wushuti o Mue; i finalment les cadenes de Bashkhir i Sarawani. Com a país muntanyós, el nombre de serralades de diversa importància és molt nombrós i no tenen cabuda en aquest resum.

## Història

### Antiguitat
Antigament, és esmentat com a país de Maka, que ja consta a la inscripció de Behistun i a Persèpolis. A l'Avesta, s'esmenta el Vara Pishin-anha identificat amb la vall de Pishin. Als shah-nama, hi ha un relat de la conquesta de la regió de Makran per Cir el Gran. Fou part de l'Imperi persa aquemènida. Heròdot en dona alguna informació i esmenta Paktyake, potser el país dels pakhtuns (paixtus). Estrabó hi és més precís i dona el nom de diverses regions: Aracòsia al nord-est; a l'oest Drangiana; i al sud Gedròsia; els pobles d'ichthyophagoi, oraitai i arabies o arabii serien pescadors del Makran, Las Bela i la vall del riu Hab.
Alexandre el Gran va iniciar el retorn a Occident per Makran; una segona divisió sota Cràter d'Orèstia va anar pels pas Mula i una tercera per la costa sota Nearc. El patiment de les tropes macedònies fou dur i està descrit per Flavi Arrià.
Posteriorment, va estar en possessió de Seleuc I Nicàtor, vers el 310 aC i després del 250 aC del Regne grec de Bactriana. En una data discutida, potser al segle i aC, foren expulsats pels saka; en endavant, durant uns segles, hi va predominar el budisme. Les dinasties indoescites van dominar en la regió. Al segle vi, fou conquerida pel rei sassànida Anushirwan (529-577). Al segle següent, Rai Chach de Sind es va apoderar de Makran i, probablement, la seva dinastia (Raj) va dominar també cap al nord fins a Kandahar.

### Conquesta musulmana
Els àrabs hi van arribar vers 643. La regió de Jhalawan fou anomenada Turan i va tenir capital a Khuzdar; la regió de Kachchi fou anomenada Nudha o Budha; els àrabs hi van exercir més o menys domini fins al segle x i, el 976, Ibn Hàwqal va trobar un governador del califat residint a Kaikanan, probablement la moderna Nal, exercint domini sobre Khuzdar.
A les muntanyes del Kirman, vivien els kufs o koč i els balus o baloč, que eren muntanyesos nòmades dedicats al robatori i al bandidatge i que, després del 644, quan van arribar els àrabs, s'hi van enfrontar. En aquesta època, el Makran (Balutxistan occidental) estava ocupat pels zutt o djats, i no estaven sota domini del califat; els àrabs no van entrar al Makran fins al 664 i es van dirigir al Sind. El 705, en temps d'al-Hajjaj ibn Yússuf, la facció àrab dels alafi fou expulsada cap al Sind i va ser seguida el 707 per Muhmmad ibn Kasim al front d'un exèrcit que va imposar el seu jou al que avui és el Balutxistan fins al Sind. Entre el 700 i el 1000, els kufs o balus no van parar de fer incursions des de Kirman cap a Sistan i Khurasan. Els balutxis foren delmats per Àdud-ad-Dawla (949-982), però van seguir els seus atacs fins al temps de Mahmud de Gazni.
Al final del segle x, va caure en part en mans de Sabuktegin i, al començament del segle xi, del seu fill Mahmud de Gazni, que va arribar al Sind i va dominar Khuzdar o Kudar, és a dir, l'altiplà de Kalat; Mahmud de Gazni va enviar contra els balutxis el seu fill el futur Masud I ben Mahmud, que els va derrotar a prop de Khabis. Llavors, van començar a emigrar i es van traslladar cap al Balutxistan (occidental) al segle xi. Al segle xii, van seguir avançant cap a l'est i al segle xiii estaven al Sind; només a les muntanyes de Kalat la confederació tribal dels brahoi, amb suport de grups dissidents balutxis i afganesos, van impedir l'establiment dels balutxis. Es van estendre per Sind i Panjab, però organitzats en tribus, cadascuna amb el seu cap, sense crear cap estat.
Les principals tribus balutxis foren els rinds, els dodais i els hots. Alguns balutxis van emigrar cap al nord seguint l'Indus i la tribu dels dodai va fundar Dera Ismail Khan i Dera Ghazi Khan.

### Gaznèvides, gúrides, corasmis, mongols, il-kans i timúrides
Dels gaznèvides, la regió va passar als gúrides a la segona meitat del segle xii. El 1219, hi va dominar Muhàmmad de Coràsmia. El 1223, els mongols dirigits per Txagatai, fill de Genguis Kan, van arribar al Makran, però retirats els mongols, el sultà de Delhi Shams ad-Din Iltutmish (1211-1236) va dominar la regió. Va retornar als mongols pocs anys després i va formar part dels dominis dels Il-kan.
El 1398, estava en mans del timúrida Pir Muhàmmad, net de Tamerlà, enviat per aquest a sotmetre la zona; la tradició diu que hi va anar també el mateix Tamerlà. Al segle xv, hi van emigrar més grups balutxis des de Pèrsia, dirigits per Gwahram Lashari; el 1470, hi apareix Mir Zunnun Beg, dels arghun, governador del nord-est de Balutxistan a les ordres de Sultan Husain Mirza d'Herat. Al mateix temps, els brahuis o brahois dominaven Jhalawan i anaven estenent el seu poder cap a Wad.

### Mogols i safàvides
Els arghuns van ser expulsats per Baber al segle xvi. Sher Shah els va reconèixer territoris a la baixa vall de l'Indus. El balutxis, segons la tradició, van ajudar Humayun a reconquerir Delhi.
El 1556, el país fou dominat pels safàvides fins al 1595, quan va caure en mans dels mogols de Delhi (Akbar el Gran). Vers 1590, les terres altes pertanyien al cercle (sarkar) de Kandahar, i Kacchi era part del sarkar de Bhakkar, a la suba (província) de Multan, mentre el Makran era independent sota els maliks Buledais i Gichkis. El 1638, va passar altre cop a Pèrsia i van romandre sota aquest domini fins a la pujada de la dinastia dels Ghilzai el 1708, que aviat va donar pas a Nadir Shah.

### Kanat brahui de Kelat
La tradició més estesa diu que un raja hindú de nom Siwa va cridar als brahui contra els saquejadors procedents del Sind. Els brahui dirigits per Kambar van fer la seva feina, però llavors es van adonar que eren més poderosos que el sobirà hindú i el van enderrocar, i Kambar es va proclamar sobirà amb títol de wali kan(1638) sota nominal sobirania persa, i fou l'origen del clan Kambarani. El tercer successor de Kambar fou Samander Khan (1695-1714) que, aprofitant la descomposició del poder a Pèrsia, fou virtualment independent. El va succeir (1714) Mir Abdulla Khan, que va conquerir el Kachh Gandava (incloent-hi la capital Gandava), que estava en mans de diversos petits sobirans. Mir Abdullah Khan va estendre els seus dominis cap a l'oest, dominant el Makran, i al sud, fins a la mar; va morir (1734) en lluita contra els governants kalhora de Sind i el va succeir el seu fill Haji Muhammad Khan o Mohabat Khan (1734-1739), llicenciós i opressiu, que fou assassinat pel seu germà Husayn Nasir Khan. Nasir tenia el suport de Nadir Shah (que, en general, va afavorir els kans brahois), que en aquell moment estava acampat a Kandahar, li va donar el títol de begler begi kan, i li va cedir terres al Sind confiscades als kalhora.
Després del 1747, Ahmad Shah Durrani va establir la seva autoritat sobre Makran i el kan dels brahoi. Nasir Khan el va reconèixer com a sobirà (després del 1749). Nasir va dominar llavors el kanat de Las Bela incloent-hi Karachi i va organitzar els brahois en dos grups, els sarawan i els jhalawan o jahlawan. Va esdevenir tan poderós que es va revoltar contra Ahmad Shah Durrani, però aquest va enviar un exèrcit; el kan el va derrotar i llavors el mateix sobirà afganès va marxar amb un nou exèrcit i el va derrotar el 1758 i el va assetjar a Kalat; la pau fou acordada amb condicions per les quals Nasir quedava obligat a enviar contingents a l'emir de l'Afganistan si aquest li ho demanava, però podia mantenir la seva independència. El rei afganès es casaria amb una cosina del kan. En anys següents, Nasir va enviar diverses vegades suport al sobirà afganès que, en premi, li va cedir diversos districtes a perpetuïtat. Va sufocar una revolta del seu cosí Bahram Khan.
Nasir es va morir ja vell, el juny de 1795, deixant tres fills i cinc filles, i el va succeir el seu fill Mahmud Khan, de 14 anys, amb bons sentiments i indolent, que aviat va perdre el Makran, mentre els balutxis s'apoderaven de Karachi. Va morir el 1821 i el va succeir el seu fill Muhammad Mihrab Khan. Va intervenir en les qüestions afganeses i, per causa dels actes del seu wazir Muhammad Husain (actes pels quals fou acusat el kan), va entrar en conflicte amb els britànics, que van enviar una expedició dirigida pel general Wiltshire, que va creuar el pas de Bolan, va conquerir Kalat per assalt, i Mihrab Khan va morir en la lluita (13 de novembre de 1839); es van fer 2.000 presoners i 400 defensors van morir; va pujar al tron Shah Nawaz Khan, un menor, sota control del wazir. Al cap d'un any, els britànics (general Nott) van ocupar per segona vegada Kalat i el 1841 van reconèixer com a kan el fill de Mihrab, Husayn Nasir Khan II, sota un tractat signat pel major Outram pels britànics i Nasir II per Kelat.
Nasir Khan II, el 1854, va signar un nou tractat reconeixent la sobirania britànica, amb el general John Jacob polític superintendent i comandant de la frontera del Sind, que va entrar en vigor el 14 de maig de 1854; aquest tractat anul·lava el de 1841 i posava l'estat sota virtual protectorat britànic, no podent entrar en relacions amb altres estats sense consentiment; tropes britàniques podrien estacionar al kanat; el kan prohibiria als seus súbdits fer actes contra els britànics; els comerciants podrien actuar lliurement pagant només les taxes establertes per tractat; el kan rebia un subsidi anual de 50.000 rúpies.
A la mort de Nasir Khan II el 1857, el va succeir el seu germà Muhammad Khodadad Khan (de 17 anys). El major Henry Green fou nomenat agent polític. Van esclatar diverses revoltes locals, i en absència del resident Khodadad Khan fou enderrocat el 1863. El seu cosí Shirdil Khan (1863-1864) va pujar al tron amb suport dels caps, però Khodadad Khan va poder fugir a territori britànic; al cap d'un any, el nou kan fou assassinat al pas de Gandava i Khodabad va recuperar el poder per elecció dels caps que havien canviat de bàndol (1864-1893); les revoltes, però, no es van aturar fins després del 1876, quan el capità Sanderman fou enviat a Kelat (abril de 1876), va arranjar disputes entre el kan i els principals feudataris, i va obtenir l'ampliació del tractat de 1854 (8 de desembre de 1876), que situava Kalat com a protectorat britànic; una guarnició britànica es va instal·lar a Quetta; després, es va construir una línia fèrria (1880) i el país va quedar finalment pacificat. El kan va assistir a Delhi a la proclamació de la reina Victòria com a emperadriu de l'Índia.
La frontera amb Pèrsia delimitada el 1872 fou revisada el 1895/1896. Els darrers kans foren Mahmud Khan II (1893-1931), Mohammad Azam Jan (1931-1933) i Ahmad Yar Khan (1933-1955), cap de la rebel·lió de 1958. La província de Balutxistan fou creada el 1877 i abraçava Jhalawan, Sarawan, Khelat, Makran, Lus, Kachh-Gandava, i Kohistan.

### Balutxistan occidental persa
Al Balutxistan occidental, les tribus van romandre de fet independents encara que tributàries dels safàvides; unificades amb la resta en temps de Nadir Shah, això no va durar, i després foren tributàries dels qadjars. Encara el 1930, feien incursions de saqueig al Kirman, Khurasan i Sistan. La principal tribu és la dels nahroi.

### Dominació pakistanesa
El 31 de març de 1948, Kalat fou integrada al Pakistan per força. Els pakistanesos van entrar a Kalat el 15 d'abril de 1948. Abdul Karim Baloch, germà petit del kan Ahmad Yar Khan, educat a Karachi, que fou governador de Makran oriental fins al març de 1948, va dirigir la primera resistència nacional contra els pakistanesos, amb els partits Kalat State National Party, Baloch League, i Baloch National Workers Party. Karim es va traslladar a l'Afganistan i, amb el suport tàcit de la família reial, se li van unir Mohamed Hussain Anka (secretari de la Baloch League i editor del setmanari Bolan Mastung), Malik Saeed Dehwar (secretari del Kalat State National Party), Qadir Bakhsh Nizamami, important membre de la Baloch League, i destacats membres del Communist Party-Sind-Balochistan branch, i Maulwi Mohd Afzal, un membre del Jamiat-Ulma-e- Balochistan. Les forces del kan, formades per elements tribals, es van traslladar també a la província afganesa de Kandahar, a la regió de Sarlath, i foren l'embrió de l'Exèrcit d'Alliberament Balutxi (EAB). Però, la manca de suport afganès (i iranià) i només les promeses de l'URSS mai concretades, van obligar Karim a renunciar i després d'un acord amb el govern del Pakistan va retornar al país el juliol de 1948 i va dissoldre l'EAB; poc després, era detingut pels militars, acusat de dirigir una revolta i condemnat a deu anys de presó. Després va fundar l'Ustman Gal (Partit Popular) i va participar en la fundació del Partit Nacional Awami i va lluitar políticament durant anys (es va morir el 1986). El 3 d'octubre de 1952, es va fundar la Unió d'Estats del Balutxistan amb Kalat, Kharan i Las Bela, de la qual el kan Ahmad Yar Khan fou nomenat Khan-i Azam (una mena de president). La Unió fou suprimida el 14 d'octubre de 1955 i els estats que la formaven annexionats al Pakistan. Després, es van produir revoltes balutxis, entre les quals la del 1958, dirigida pel mateix kan i pel líder regional Mir Sher Muhammad Marri a la regió de Kohlu. Aquesta rebel·lió fou coneguda com el moviment Farrari i va durar fins al 1969. Va utilitzar com a bandera una de vermella amb una pantera negra al centre, fins que el 1961 es va adoptar la moderna bandera nacional balutxi.
Per als afers al Balutxistan sota administració pakistanesa, vegeu Balutxistan oriental.